# Ryan Eslinger
Ryan Eslinger (né le 9 août 1981 à Alton, Illinois) est un réalisateur, scénariste, producteur et monteur américain de cinéma.

## Biographie
Ryan Eslinger est né dans l'Illinois, mais il a grandi dans le Missouri. Il fait ensuite ses études de psychologie et de cinéma à l'Université de New York, puis se fait remarquer avec son premier film, Madness and Genius, un drame de la science. 
Le réalisateur a été nommé à huit reprises lors du festival de Berlin en 2007 pour son deuxième film, Le Cœur à vif, avec Sharon Stone, dans lequel il met en scène des personnages perdus ou exclus.

## Filmographie
- 2003 Madness and Genius
- 2007 Le Cœur à vif (When a Man Falls in the Forest)
- 2009 Daniel and Abraham
- 2011 The Hopefull (producteur)
- 2018 OVNI : Sur La Piste Extraterrestre (UFO) (réalisateur)